# Hernán Darío Herrera
Hernán Darío Herrera (Angelópolis, 28 ottobre 1957) è un allenatore di calcio ed ex calciatore colombiano, di ruolo centrocampista.

## Carriera

### Club
Ha sempre giocato nella massima serie colombiana, con l'Atlético Nacional e l'América Cali.

### Nazionale
Ha fatto parte della nazionale colombiana dal 1979 al 1985, prendendo parte alla Copa América 1979.

## Palmarès

### Club

#### Competizioni nazionali
- Campionato colombiano: 5

Atlético Nacional: 1981
América de Cali: 1985, 1986, 1990, 1992